# Welf I
|  | Per a altres significats, vegeu «Welf I de Baviera». |

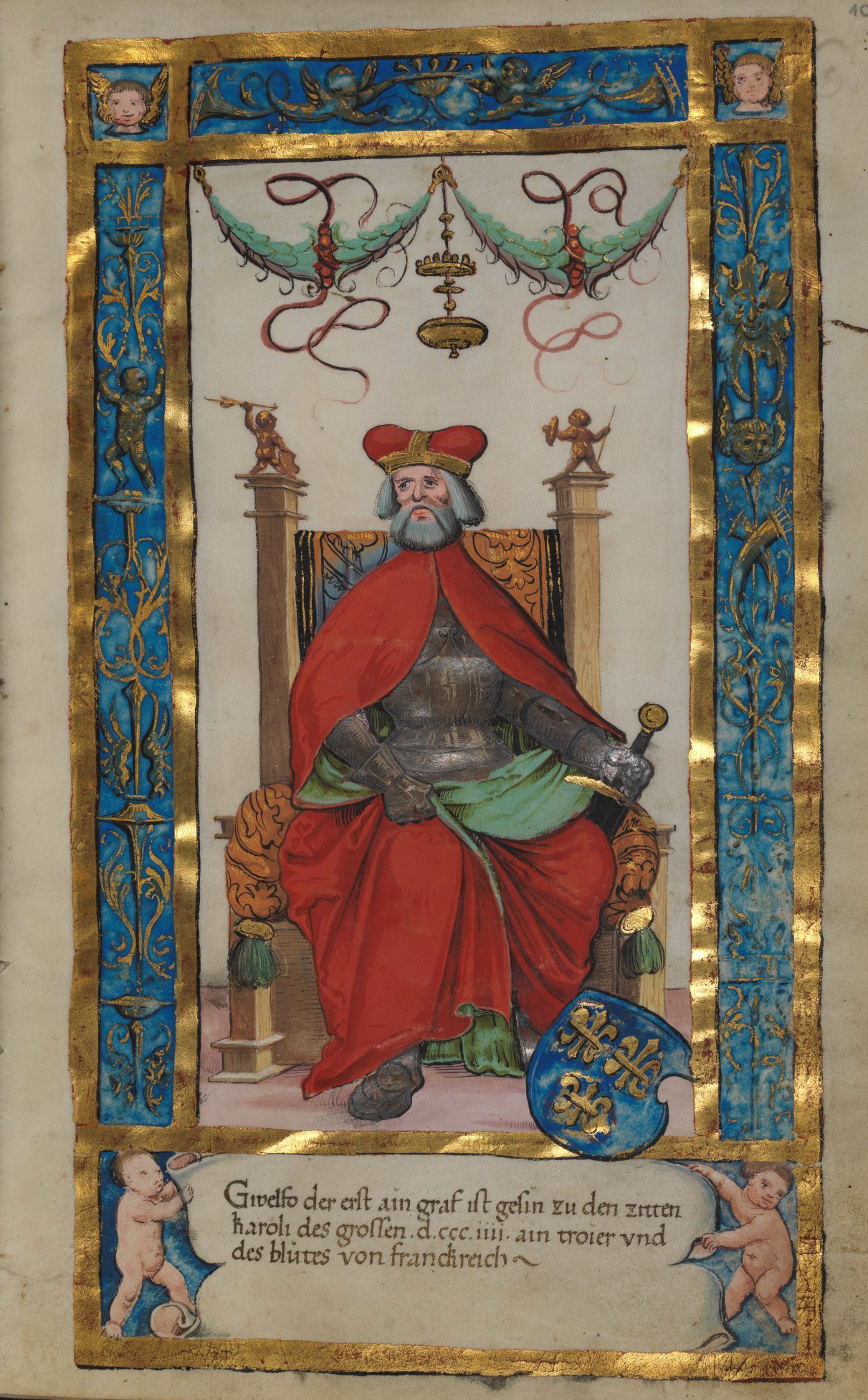
Imatge de Welf I en un llibre del 1510, Biblioteca de Würtemberg

Welf I (? - abans de 819) va ser un noble suabi fundador de l'Antiga Casa de Welf.

## Orígens
Nascut en la segona meitat del segle viii. Segons l'historiador francès Christian Settipani, expert en genealogies, era fill o descendent del comte Rothard, noble carolingi i nadiu de la zona compresa entre tres rius: el Mosel·la, el Rin i el Mosa .
La seva família no era gaire coneguda fins que les seves filles es van casar amb reis carolingis.

## Matrimoni i descendència
Estava casat amb Heilwig de saxònia, qui l'any 826, després de la mort del seu marit, consta com abadessa de Chelles, prop de Paris.
Welf i Heilwig van tenir quatre fills:
- Judit († 9. Abril 843); casada el febrer del 819 amb l'emperador Lluís el Pietós.
- Rudolf I, († 6. Januar 866), el 849 va ser abat laic de Jumièges, el 856 abat laic a Saint-Riquier, el 866 comte de Ponthieu, casat amb Roduna i està enterrat a Saint-Riquier.
- Conrad († 21 setember 862), nomenat el 830 "dux nobilissimus", el 839 comte d'Argengau, el 839 comte d'Alpgau, el 844 comte de Linzgau, el 849 comte de Paris, cap al 860 comte d'Auxerre; es va casar amb Adelaida d'Alsàcia.
- Hemma (808- 31 de gener del 876),[4] casada el 827 amb Lluís el Germànic, rei dels francs orientals.